# HD 19467 B
HD 19467 B (También estilizado como HD 19467 b) es un exoplaneta que puede ser una enana marrón o un Super-Júpiter orbitando alrededor de una estrella tipo el Sol, HD 19467 aproximadamente a 101 años luz en la constelación de erídano. Tiene una temperatura de superficie de 978,0 K (704,9 °C; 1.300,7 °F), y está clasificado como un T5.5.